# Statesboro
Statesboro är en stad (city) i Bulloch County, i delstaten Georgia, USA. Enligt United States Census Bureau har staden en folkmängd på 29 399 invånare (2011) och en landarea på 35 km². Statesboro är huvudort i Bulloch County. Georgia Southern University ligger i staden.